# Нити (фильм, 2004)
«Нити» (англ. Strings) — анимационный фильм режиссёра Андерс Рённов Кларлунда, снятый в 2004 году, соединяющий в себе элементы игрового и анимационного кино.

## Сюжет
После самоубийства Каро, императора Хебалона, власть переходит к его сыну — Халу. Прежний правитель завещал установить мир с соседним народом зеритов, что, однако, не входит в планы его брата Незо, который вместе с начальником штаба Граком выкрадывает завещание Каро и заставляет наследника начать войну. Впрочем, конечным планом заговорщиков является убийство Хала, так как это позволит Незо занять трон, а уродцу Граку жениться на прекрасной дочке Каро Джинне.
В походе молодого императора сопровождает полководец Эрито, который получает приказ от начальника штаба убить Хала. Юноша вынужден спасаться бегством, при этом он попадает в лагерь зеритов, где знакомится с их предводительницей Зитой. Она рассказывает Халу подлинную историю конфликта между жителями Хебалона и Зары. В конце концов зериты тоже изгоняют юношу, и он попадает в заточение к своим бывшим подданным. Тем временем Грак издаёт приказ о казни Джинны, а сам отправляется в поход против Зары.
Однако юноша осознаёт свою исключительность, управляется с тюремной стражей и выходит на свободу, но приговор против его сестры уже приведён в исполнение, и девушка умирает на руках у Хала. Узнав всю правду о смерти отца от Эйке, жены Эрито, молодой император калечит и изгоняет Незо из Хебалона. Затем он спешит туда, где Грак решил уничтожить до последнего человека народ Зиты.
В ходе судьбоносного сражения начальник штаба и верные ему войска погибают, а молодой император и зериты, хотя и большой ценой, но одерживают победу. Мир между Хебалоном и Зарой восстановлен, залогом это становится любовь между Халом и Зитой. С телом Джинны проводят торжественный погребальный обряд по традициям зеритов.

## Актёры, озвучившие английскую версию
- Джеймс Макэвой — Хал, молодой император Хебалона
- Кэтрин Маккормак — Зита, правильница зеритов
- Джулиан Гловер — Каро, прежний император Хебалона, отец Хала
- Дерек Джекоби — Незо, брат Каро
- Иэн Харт — Грак, начальник штаба Хебалона
- Клер Скиннер — Джинна, дочь Каро
- Дэвид Хэрвуд — Эрито, военачальник Хебалона
- Саманта Бонд — Эйке, жена Эрито
- Пауль Хуттель — Агра

## Художественные особенности
Все персонажи фильма — деревянные марионетки. Но этот факт осмысливается как принцип существования обитателей мира «Нитей». Каждый персонаж имеет около 10 струн, уходящих в небеса. Большинство из них управляют конечностью, и при повреждении их соответствующий орган становится неподвижным, однако над головой кукол находится главная струна — струна жизни. Если при повреждении нити руки возможна трансплантация указанного члена тела от другой куклы, то при перерезании струны жизни персонаж умирает.
Так как нити уходят в небо, крыш в домах нет. Городские ворота представляют пластину, которая при подъёме на определённую высоту препятствует выходу за стены. Тюрьма представляет перекрестие балок на некоторой высоте — осуждённых сбрасывают вниз, и даже видя друг друга, они не могут приблизиться.
Материал кукол (дерево) тоже играет роль, однако не столь важную, как нити. Мимика у персонажей отсутствует, все эмоции передаются жестикуляцией. Молодость передаётся гладкостью материала, возраст — его бороздчатостью. Помимо этого, куклы могут быть раскрашены и даже менять окраску перед важными событиями. Например, император Каро и его сын Хал имеют золотистый цвет.

## Награды
- 2004 Международный кинофестиваль в Каталонии
  - Премия «Гражданин Кейн» за лучшее режиссёрское решение
  - Большой приз за европейский фантастический фильм
  - Номинация на лучший фильм
- 2005 Ale Kino! — фестиваль фильмов для молодёжной аудитории
  - номинация на главный приз — «Золотого познанского козла»
- 2005 Emden International Film Festival
  - номинация на главный приз
- 2006 Robert Festival
  - главный приз